# أندي بلوخ
أندي بلوخ (بالإنجليزية: Andy Bloch) هو لاعب بوكر أمريكي، ولد في 1 يونيو 1969 في نيو هيفن في الولايات المتحدة.